# Cos (Grècia)
Cos (sovint escrit Kos, transcripció del grec Κως) és una illa grega que pertany al grup del Dodecanès. Està situada davant la costa de Turquia, entre Samos, Rodes, les Cíclades i davant la ciutat de Bodrum, antiga Halicarnàs. La capital de l'illa també es diu Cos, i és situada al nord-est de l'illa, mirant cap a Turquia. L'illa té uns 33.000 habitants i una superfície de 290 km², i formava part de l'antiga prefectura del Dodecanès, però a partir de l'1 de gener de 2011 forma una de les 74 unitats perifèriques del programa Cal·lícrates.
Cos té un aeroport internacional, que rep el nom d'Hipòcrates en referència al famós metge de l'antiga Grècia nascut a Cos. Es troba al centre de l'illa, a tocar de la vila d'Andimàkhia, a uns 25 km de Cos. El van construir a partir del 4 d'abril de 1964, i es va ampliar el 1973, el 1989 i el 1997.

## Nom
A l'antiguitat, l'illa rebia el nom de Cos (grec antic: Κῶς, Κôs, llatí: Cos), i el gentilici era coès (grec antic: Κῷος). Segons els antics, anteriorment havia estat anomenada Nimfea, nom segurament relacionat amb un relat mític fundacional, i també Meròpida (grec antic: Μεροπίς), en referència a la ciutat de Cos Meròpida, l'actual vila de Cos. En grec, l'illa mantengué el nom de Cos durant tota la història i fins a l'actualitat, però, a partir de la Segona Croada el segle xiii, en altres llengües rebé altres noms. Així, derivat del sintagma grec ἐς τὰν Κῶ, es tan Kô, 'cap a Cos', sorgí el nom venecià Stanco o Stanchio, emprat fins al segle xix a tota l'Europa Occidental. Aquest nom ha caigut en desús, però es manté en turc, idioma en el qual encara s'anomena İstanköy.

## Història

### Antiguitat
Cos era una illa de població dòrica, i la tradició deia que aquests pobladors arribaren procedents d'Epidaure. En efecte, fins en època tardana, tant l'una com l'altra compartien el culte a Asclepi fins a època ben tardana. En Homer, els coesos apareixen lluitant contra els caris (Ilíada, II 677, 867).
Ja en època històrica, al segle viii aC, es va fundar l'Hexàpolis dòrica, de la qual Cos formava part, juntament amb Cnidos, Halicarnàs i les tres ciutats de l'illa de Rodes, que tenien com a centre de reunió el temple d'Apol·lo Triopi, situat a la costa enfront de Cos, a la península de Cnidos. No obstant això, l'illa de Cos tenia dues polis, potser tres: Astipalea (situada a l'actual vila de Kèfalos) i Cos Meròpida (l'actual vila de Cos), amb el dubte si Halasarna (vora l'actual Kardàmena) constituïa una polis independent o bé un dem d'una de les anteriors.
L'illa fou sotmesa pels perses a la segona meitat del segle vi aC. El 480 aC, els coesos foragitaren els perses durant les guerres mèdiques, i es van sotmetre als atenesos. Al segle v aC, estant sota domini d'Atenes, va néixer a l'illa Hipòcrates, vers el 460 aC. Fou fortificada per Alcibíades cap al final de la guerra del Peloponnès (431 aC-404 aC). L'illa va ser sotmesa pels espartans el 411 aC, i va restar tributària d'Esparta fins que al 394 aC es va aliar altre cop amb Atenes, situació que es va mantenir fins al 335 aC, quan va reconèixer l'hegemonia de Macedònia.
L'any 366 aC es va produir el sinecisme entre Astipalea i Cos Meròpida per fundar la polis de Cos. Segons les fonts, que són Estrabó i Diodor de Sicília, una part dels ciutadans d'Astipalea es va revoltar i es va unir a la ciutat de Cos Meròpida, i finalment totes dues polis acabaren unificades en una de sola. La interpretació dels fets no és clara, però el que és segur és que, a partir de llavors, l'illa de Cos funciona com un sol subjecte polític, ja totalment unificat.
El 333 aC fou ocupada pel general Mèmnon, al servei de Pèrsia, però fou expulsat pels generals d'Alexandre el Gran al cap de poc temps. Va romandre com a estat nominalment independent de segon ordre. El 323 aC, a la mort d'Alexandre, va romandre en poder dels làgides d'Egipte. El 259 aC les seves aigües van viure la batalla de Cos entre la flota antigònida i la ptolemaica, amb victòria dels macedonis, que no va afectar la superioritat naval egípcia.
El 85 aC es va aliar amb Roma i, després d'una breu ocupació pòntica, hi van desembarcar els romans i fou inclosa a la província d'Àsia, però com a ciutat lliure. Claudi la va reconèixer com a estat lliure, i sembla que fou regida per una monarquia fins al temps de Vespasià. Antoní Pius va reconstruir la ciutat de Cos, destruïda per un terratrèmol.

### Edat mitjana
Fou possessió romana d'Orient fins al segle xii, a la meitat del qual ja s'hi havien establerts els venecians, però la sobirania romana nominal va continuar fins que el 1205 l'illa, com d'altres, fou declarada part de l'Imperi Llatí. El 1261 la sobirania fou reconeguda a l'Imperi Romà d'Orient però el domini útil va restar en mans dels venecians. El 1302, els venecians la van declarar possessió de la república i el 1306 l'almirall venecià Vignoli, la va vendre als cavallers de Sant Joan de Rodes que s'hi van establir el 1315; al seu temps l'illa es va dir Lango.
Els romans d'Orient no en van reconèixer la possessió fins que en van atorgar la concessió als Giustiniani de Quios el 1362, i hi van tenir alguna factoria però un segle després, abans del 1481, en van renunciar a favor dels cavallers.
Un delegat del gran mestre residia a Cos. Aquesta és la llista:
- Dragonetto di Gaudiosa 1338-1344
- Bertrando di Caniesio 1346-1353
- Desconegut 1353-1358
- Raimondo Berenger 1358- ?
- Bertrin de Gayac ? -1381
- Ruggiero di Lupoalto 1381-1385
- Hesso Schlegelholtz 1386-1412
- Luc de Valines 1413
- Hermann von Aue 1414-1415
- Desconegut 1415-1421
- Pierre de Baume 1421- ?
- Gisberto di Miraljes 1428
- Ruggiero di Lubant vers 1430
- Fantino Quarini 1433-1453
- Jean de Fay 1453-1454
- Jean de Chateauneuf 1454-1457
- Pierre de Brissons 1458- ?
- Adimar Dupuy 1464-1466
- Jacques de la Geltru, 1466- ?
- Edoardo di Carmadino 1471-1495
- Jean Dadeu 1495-1501
- Costanzo Operti 1501-1503
- Bernardino Piossasco di Airasca 1503-1505
- Berengar von Monsaberg 1505-1507
- Antònio di San Martino 1507-1510
- Guiotto Castellana, nomenat Ragusa 1510-1513
- Francesc Sans 1513-1515
- Jean Parisot de la Valette 1515-1516
- Jacques Gibert 1516-1519
- Prejan de Bidoux 1519-1522
- Pierino de Ponte 1522-1523

### Imperi otomà
En el 1460, 1464, 1477, els otomans van intentar envair de nou Cos, però sense succés. El 10 d'agost del 1493, un gran terratrèmol es va produir a l'illa i va romandre deserta, però els castells de Cos i Kèfalos es van reconstruir. El desembre 1522 els otomans van ocupar Rodes, i un tractat va permetre l'evacuació dels cavallers de les illes sans i estalvis. Cos fou integrada a l'Imperi Otomà arran la seva conquesta al 6 de gener de 1523, setanta anys després de la caiguda de Constantinoble.

### Modernitat
Va romandre en poder dels turcs fins al 1912, quan fou cedida a Itàlia amb la resta del Dodecanès. El 1934 un terratrèmol la va assolar.
El 1943 fou ocupada pels alemanys fins al 1945, i van estar sota ocupació aliada fins que el 7 de març de 1948 l'illa fou cedida a Grècia.